# Estoa Real
La Estoa Real (en hebreo: הסטיו המלכותי‎, romanizado: Ha-stav ha-Mal'ḥuti, hastav hamaljutí), también conocida como Pórtico Real o Basílica Real, fue una basílica construida por Herodes el Grande durante su renovación del Templo de Jerusalén a finales del siglo I a. C. Probablemente la construcción secular más magnífica de Herodes, la estructura de tres naves fue descrita por Josefo como merecedora de "ser mencionada más que cualquier otra bajo el sol". Fue un centro de actividad pública y comercial, posiblemente el sitio de la purificación del templo de Jesús. Desde la Estoa Real se podían ver los barrios residenciales y comerciales de Jerusalén. En su esquina o pináculo suroeste, estaba el lugar desde el cual se tocaba el shofar para anunciar el comienzo del shabat y las fiestas. 
La Estoa Real fue destruida por el ejército romano durante el saqueo de Jerusalén en el año 70 d. C. Hoy en día, en parte del espacio que ocupaba la estoa, se encuentra la Mezquita de Al-Aqsa.  
La explanada del Monte del Templo o Haram el-Sharif,  actualmente no es accesible para investigaciones arqueológicas. Sin embargo, se han recuperado algunos artefactos de la estoa en excavaciones al pie de la plataforma, y otros que fueron reutilizados en construcciones posteriores en otras partes de la ciudad. Estas evidencias han confirmado los detalles acerca de la Estoa Real relatados por el historiador Flavio Josefo, y también han permitido comparar la decoración con la utilizada en otros edificios monumentales de la misma época.